# Estadio Castalia
El Estadio Castalia (en valenciano: Estadi Castàlia), conocido por motivos de patrocinio como Estadio Skyfi Castalia, está ubicado en la ciudad de Castellón de la Plana, España. Es el campo de fútbol del C. D. Castellón, equipo que milita en la Segunda División del fútbol español. Inaugurado en 1987, cuenta con una capacidad para 14 700 espectadores y sus dimensiones son de 100 x 70 m, siendo uno de los terrenos de juego más anchos del fútbol español. Paradójicamente, debido al cambio de orientación en su nueva construcción, su longitud quedó limitada.

## Del campo del Sequiol al viejo Castalia
Antiguamente el equipo albinegro jugaba en el campo del Sequiol, con capacidad para unos 6000 espectadores. Pero con el ascenso del C.D. Castellón a Primera División en mayo de 1941, las autoridades pensaron en construir un nuevo estadio de fútbol, dado que las viejas gradas del campo del Sequiol quizás no resistiesen la cantidad de gente que se aglutinaría para ver los enfrentamientos con los grandes clubes de Primera. Así, el 4 de noviembre de 1945 se inauguró un nuevo recinto deportivo de Castellón: El Estadio Castalia.
A la inauguración del estadio acudieron el Delegado Nacional de Deportes, el presidente de la Federación Española de Fútbol, y el alcalde de la ciudad. El partido de inauguración lo disputaron el Atlético Aviación y el CD Castellón, venciendo los albinegros por 2-1. Las alineaciones fueron las siguientes:
- C.D. Castellón: Higinio, Mauri, Martínez, Esteban, Arnau, Santolaria, Torres, Soria, Basilio, Ricart y Pizá.
- Atlético Aviación: Pérez, Cobo, Aparicio, Gabilondo, Mencía, Farias, Taltavull, Juncosa, Campos y Vázquez.

El primer gol marcado en Castalia fue obra del jugador albinegro Juanito Soria.

## Nuevo Estadio Municipal de Castalia
Cuando la temporada 1980-81 el Club Deportivo Castellón ascendió a Primera División, la afición pidió a voces un nuevo campo que estuviera acorde con las necesidades de una ciudad con un club en la máxima categoría del fútbol español. Se hizo famoso el grito de: "¡Queremos campo!, ¡Queremos campo!". 
Tras la compra de varios solares para construir un nuevo estadio (enfrente de lo que hoy es el hipermercado Alcampo), y debido a diversos motivos (como las escasas ayudas recibidas junto a un emplazamiento de los terrenos demasiado apartados de la ciudad), el proyecto de un nuevo estadio no pudo consumarse y los terrenos adquiridos pasaron a manos del Ayuntamiento. 
Hasta que en la temporada 1985-86 el Club Deportivo Castellón se encontraba luchando por ascender a Primera División junto al Real Murcia, Real Club Deportivo Mallorca, Elche Club de Fútbol y Centre d'Esports Sabadell Fútbol Club. Con motivo de un partido en el Mini Estadi de Barcelona al que se desplazaron muchos aficionados albinegros, el pensamiento fue unánime al reconocer al estadio azulgrana como un buen modelo para un futuro estadio castellonense. Tomando como modelo el Mini Estadi del FC Barcelona, y pensando en girar la orientación del nuevo estadio (pues la mayoría de estadios están orientados Norte-Sur y el viejo Castalia lo estaba Este-Oeste), comenzaron las obras el 5 de agosto de 1986. El nuevo estadio debía estar construido en 10 meses y el presupuesto era de 350 millones de pesetas, a sufragar entre la Generalidad Valenciana, el Castellón y la Diputación de Castellón.
El arquitecto fue D. Joaquín Tirado y la empresa encargada de su construcción fue Huarte y Cía. La similitud con el miniestadi azulgrana no fue total, dado que por el norte se chocaba con la piscina cubierta y por el sur con la calle Huesca. De los 350 millones presupuestados se pasó a 500, pues se introdujeron mejoras en numerosos aspectos del estadio como las torres de luz y las butacas blancas y negras, que en el proyecto inicial no constaban (en la maqueta que aún se conserva no están).
El 17 de junio de 1987, se inauguró el nuevo estadio albinegro, con una serie de actos como la actuación de Danzas de Castellón y Colla de Dolçainers, imposición de la insignia de Oro y brillantes al alcalde D. Antonio Tirado (que fue uno de los máximes impulsores del proyecto), presencia de los jugadores que inauguraron el viejo estadio Castalia, fuegos artificiales y el partido de fútbol inaugural entre el CD Castellón y el Atlético de Madrid. El primer gol albinegro lo consiguió el yugoslavo Zlatan (futbolista que llegó a mitad de temporada como refuerzo).

### Ampliaciones
A pesar de ser un estadio relativamente joven, el Nou Estadi Municipal de Castalia ha visto modificado su aforo en varias ocasiones:
- El día de la inauguración contaba con capacidad para 15 000 espectadores, todos sentados.

- En vísperas de un partido de Copa del Rey contra el FC Barcelona, el 13-1-88, se eliminaron las sillas de los goles bajos y se convirtió en una general de pie. El aforo en esos momentos era de 17000 espectadores.

- Con motivo del ascenso a Primera División la temporada 1988-89, se añadieron dos filas de asientos al final de los goles y preferencia, con lo que el aforo llegó hasta los 18000 espectadores.

- Cuando en diciembre de 1996 la selección española sub-21 visitó Castalia para jugar contra Yugoslavia, se añadieron algunas filas de asientos en los goles bajos, con lo que se redujo su capacidad. No se completaron todas las filas porque en las primeras la visibilidad es prácticamente nula. El aforo quedó en 12500 espectadores.

- En el verano del 2005 y con motivo del retorno del conjunto albinegro a la categoría de plata, el Ayuntamiento de Castellón decidió ampliar nuevamente el estadio para conseguir recuperar las gradas de los fondos bajos de gol y ampliar más las filas en la tribuna baja como en preferencia baja. Para ello se tuvo incluso que bajar el terreno del campo tres metros. También se remodelaría los vestuarios, la sala de prensa del club y la megafonía del estadio. Después de unas obras de casi 3 meses, el estadio Castalia recuperó prácticamente su aforo actual dejándolo en 15000 espectadores, todos sentados. En el año 2007 se remodelaría los accesos delimitando las puertas de acceso de la Avenida Benicàssim con una valla así como la colocación del videomarcador que sustituía al antiguo marcador electrónico.